# 翼管
翼管（pterygoid canal）是蝶骨中的一条通道，从颅中窝向前通向翼颚窝。翼管内走行有翼管神经和同名动、静脉。

## 其它图像

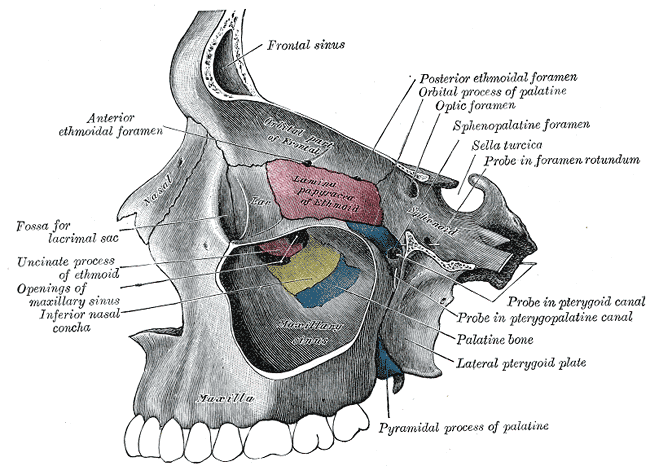
左眼眶内壁